# Факультет соціології і права КПІ
Факультет соціології і права (ФСП КПІ) НТУУ «Київський політехнічний інститут імені Ігоря Сікорського» — один з найвідоміших під час війни факультетів КПІ імені Ігоря Сікорського.
Заснований у 1995 році, до 2008 окремо, факультет права та факультет соціології.

## Історія
- 1995 Засновано факультет права[2]
- 1996 Засновано факультет соціології
- 1999 Перший випуск юристів
- 2000 Перший випуск соціологів
- 2008 Об’єднання факультетів[2]

## Кафедри
- ІВПП – кафедра інтелектуальної власності та приватного права
- ІГАП – кафедра інформаційного, господарського та адміністративного права
- ІСТ – кафедра історії
- ПП – кафедра психології і педагогіки
- СОЦ – кафедра соціології
- ТПУ – кафедра теорії та практики управління
- ФІЛ – кафедра філософії[3].

## Відомі викладачі
- Гордієнко Сергій Георгійович
- Іваницька Ольга Михайлівна
- Іщенко Володимир Олександрович
- Костилєва Світлана Олександрівна
- Мисливий Володимир Андрійович
- Новіков Борис Володимирович
- Федорченко-Кутуєв Павло Володимирович
- Якубін Олексій Леонідович

Докладніше див. Науково-педагогічний склад ФСП КПІ.

## Відомі студенти
воїни
- Поправка Юрій Юрійович (1995—2014) — Герой України (посмертно); студент, учасник Революції гідності, одна з перших закатованих жертв у квітні 2014 року у Донбасі, з яких почала розпалюватися війна на сході України.
- Дюсов Владислав Романович (1994—2015) — Кавалер ордена «За мужність» III ступеня (посмертно), боєць полку «Азов» Національної гвардії України.
- Петраш Євген Вячеславович (1994—2022) — у 2015—2018 учасник війни, командир роти в складі ОЗСП «Азов» НГУ. Загинув 3 березня 2022 року при обороні Києва у Ворзелі.
- Карпюк Тарас Юрійович (1984—2022) — закінчив ФСП; учасник АТО та російсько-української війни; сапер ДРГ добровольчого батальйону «Братство» Дмитра Корчинського
- Климов Артем Дмитрович (1996—2022) — нагороджений орденом Богдана Хмельницького III ступеня (посмертно). Випускник магістратури ФСП, старший лейтенант]] ЗСУ, учасник РУВ.

цивільні
- Качура Олександр Анатолійович (нар. 1990) — з 2019 народний депутат України IX скл. Засновник адвокатської фірми «Kachura lawyers».
- Кисилевський Дмитро Давидович (нар. 1990) — з 2019 народний депутат України IX скл. У 2011—2019 директор з корпоративних відносин компанії Інтерпайп.

## Наукові видання
- Вісник КПІ ім. Ігоря Сікорського. Серія «Філософія. Психологія. Педагогіка»
- Вісник КПІ ім. Ігоря Сікорського. Серія «Політологія. Соціологія. Право»
- Збірник наукових праць «Сторінки історії»